# Гуцульський кінь
Гуцу́льський кінь, іноді гуцу́лик, або гуцул — аборигенна гірська порода свійських коней, яка розповсюджена в Карпатах. Належить до світового генофонду. У 1979 році гуцульські коні одержали статус реліктової породи і були взяті під охорону.
Очевидно, що назва породи походить від етнографічної групи гуцулів — субетносу українців, що живуть у гірських районах Івано-Франківської і Чернівецької областей та в Рахівському районі Закарпатської області.

## Характеристики породи

### Промір
Це невеликі коні (висота у загривку 125 — 144 см) гірського типу верхово-запряжного складу. Тілобудова у гуцулика масивна, форми тіла округлі, конституція міцна. Тулуб широкий, глибокий, довгий, середньої величини голова з широким лобом, прямим або вигнутим профілем, шия товста коротка, холка низька довга, лопатка крута, кінцівки короткі, широко поставлені, передні – часто з коротким п’ястком і підставлені, задні майже завжди іксоподібні. Середні проміри жеребців (см) – 136 – 140 – 159 – 178, кобил – 132 – 137 – 155 – 167. 

### Масть
Найпоширенішими в породі є саврасові (гнідо-саврасові та мишасті), гніді та вороні коні, рідко трапляються чалі і базово руді. Ряба масть є суперечливою: в одних країнах є дозвіл на розведення рябих коней гуцульської породи, в інших ця масть суворо заборонена. Крім того, серед гуцуликів більше не зустрічається сірої, чубарої, солової, буланої, ізабелової мастей, хоча деякі з них мали місце в історії становлення цієї породи.

### Особливості
Гуцульські коні схильні до швидкого відновлення вгодованості. Відрізняються плодючістю і довголіттям. Використовують гуцульських коней досить інтенсивно під сідлом і в’юком, на транспортних та сільськогосподарських роботах. Вони добре пристосовані до роботи в тяжких гірських умовах. По гірських стежинах коні цієї породи з в’юком на спині вагою 100 і більше кілограмів проходять до 100 км за добу. Колись ця порода була покращена гафлінгськими та арабськими жеребцями, тому і зріст у коней цієї породи досить високий щоб не відносити їх до категорії поні, та масті трапляються найрізноманітніші. Гуцульські коні мають спокійний норов, досить прудкі, тому добре придатні для верхової їзди.

Зовнішній вигляд гуцульського коня
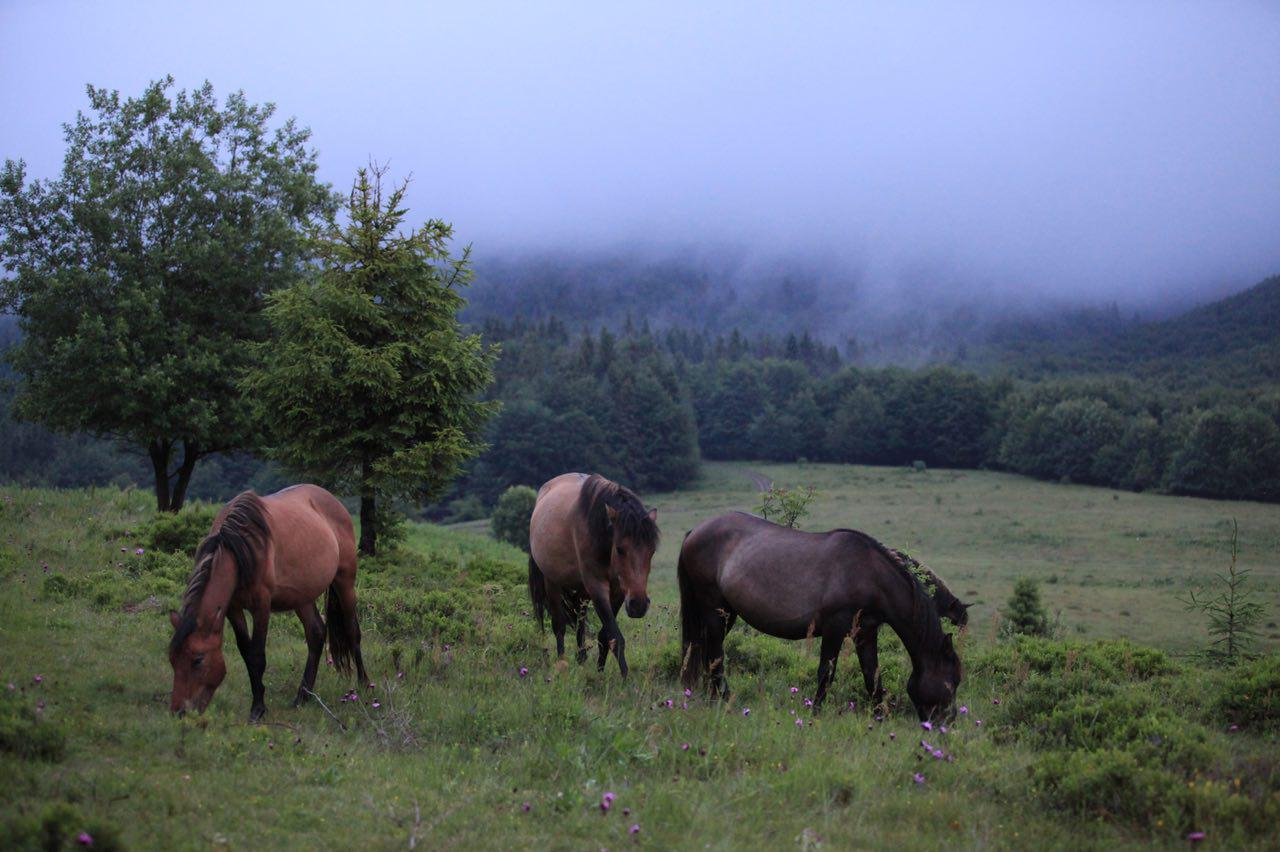
Гуцульські коні гнідо-саврасої та мишастої мастей
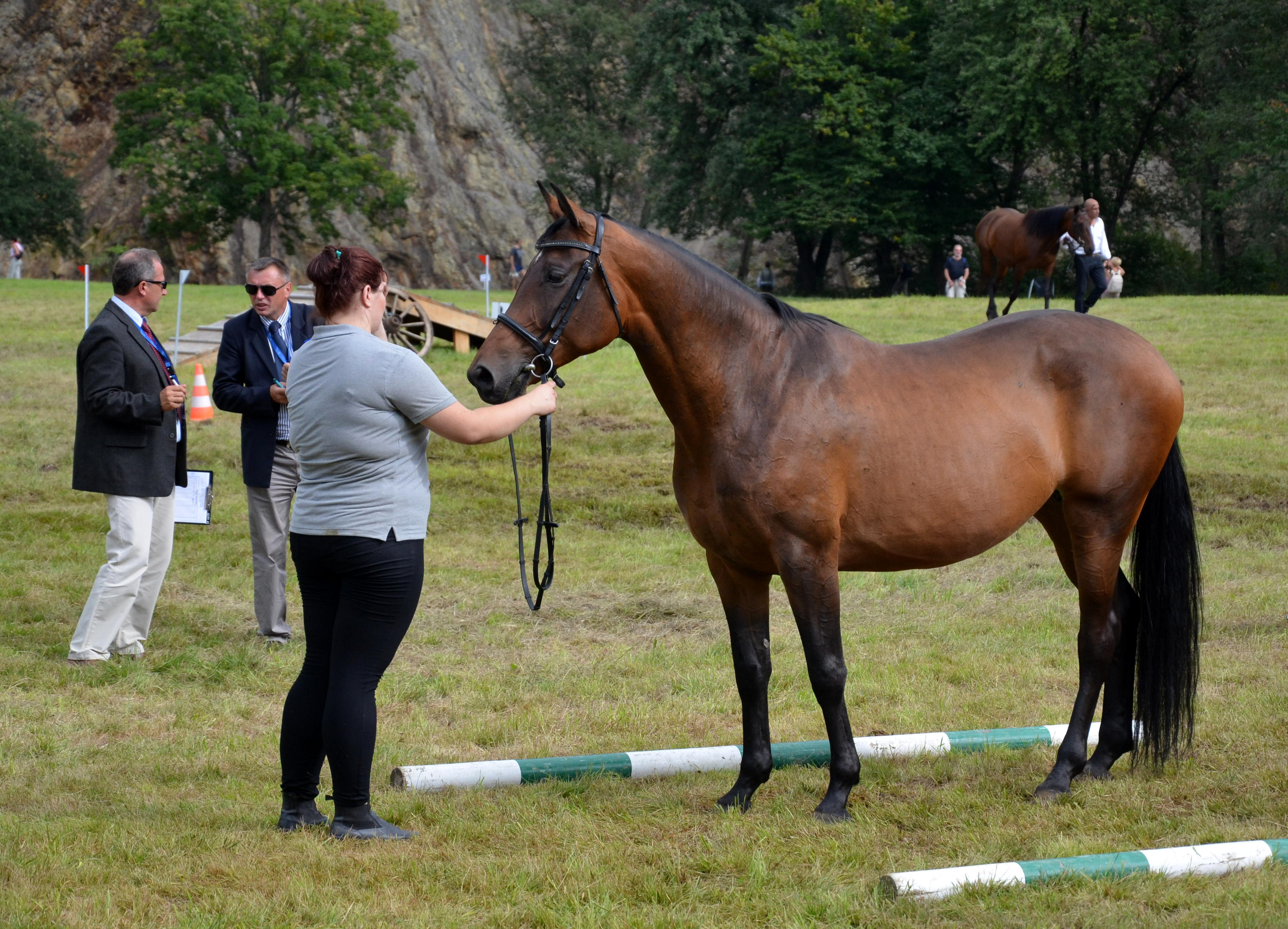
Гуцульський кінь гнідої масті
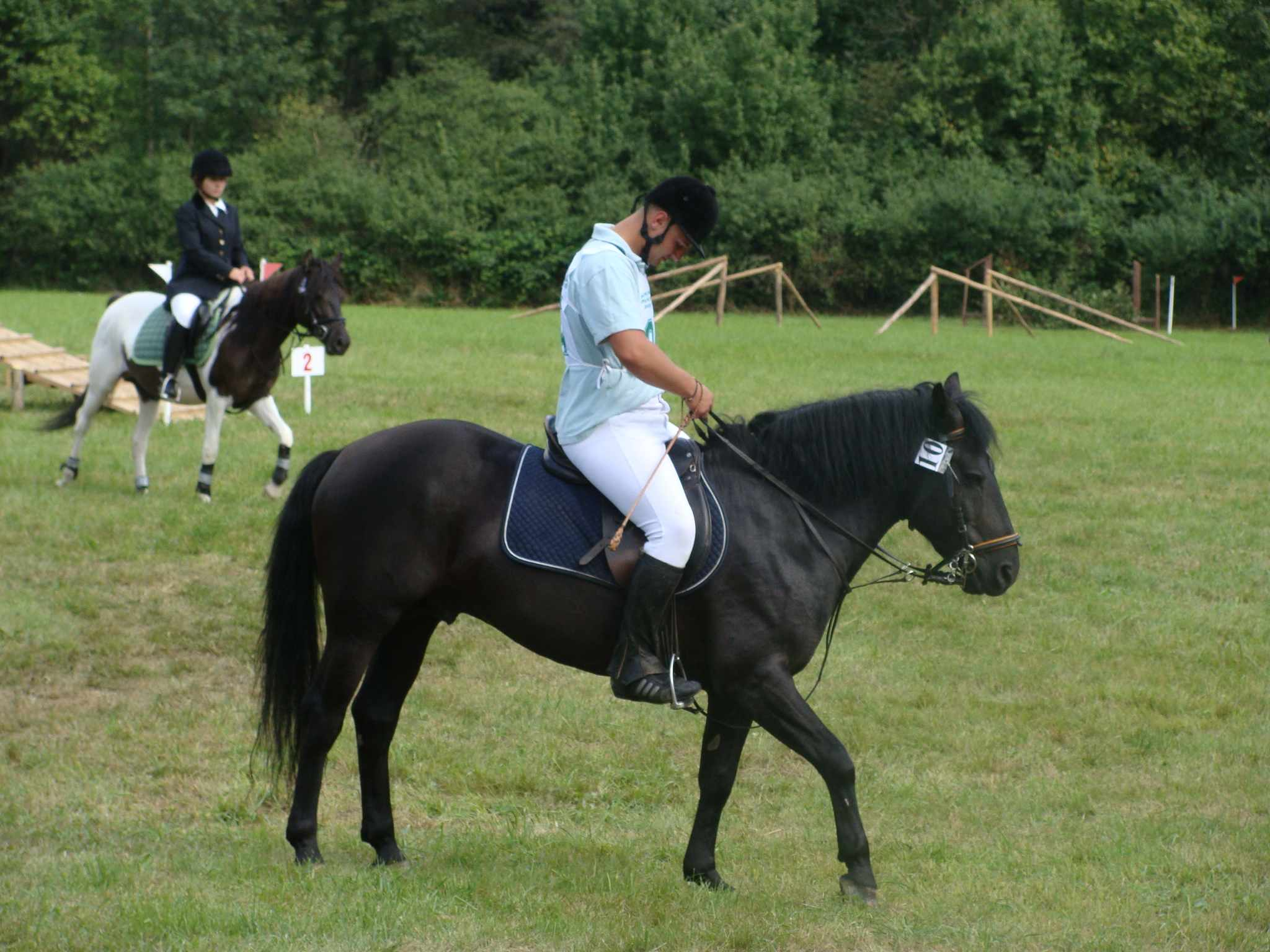
Гуцульський кінь вороної масті
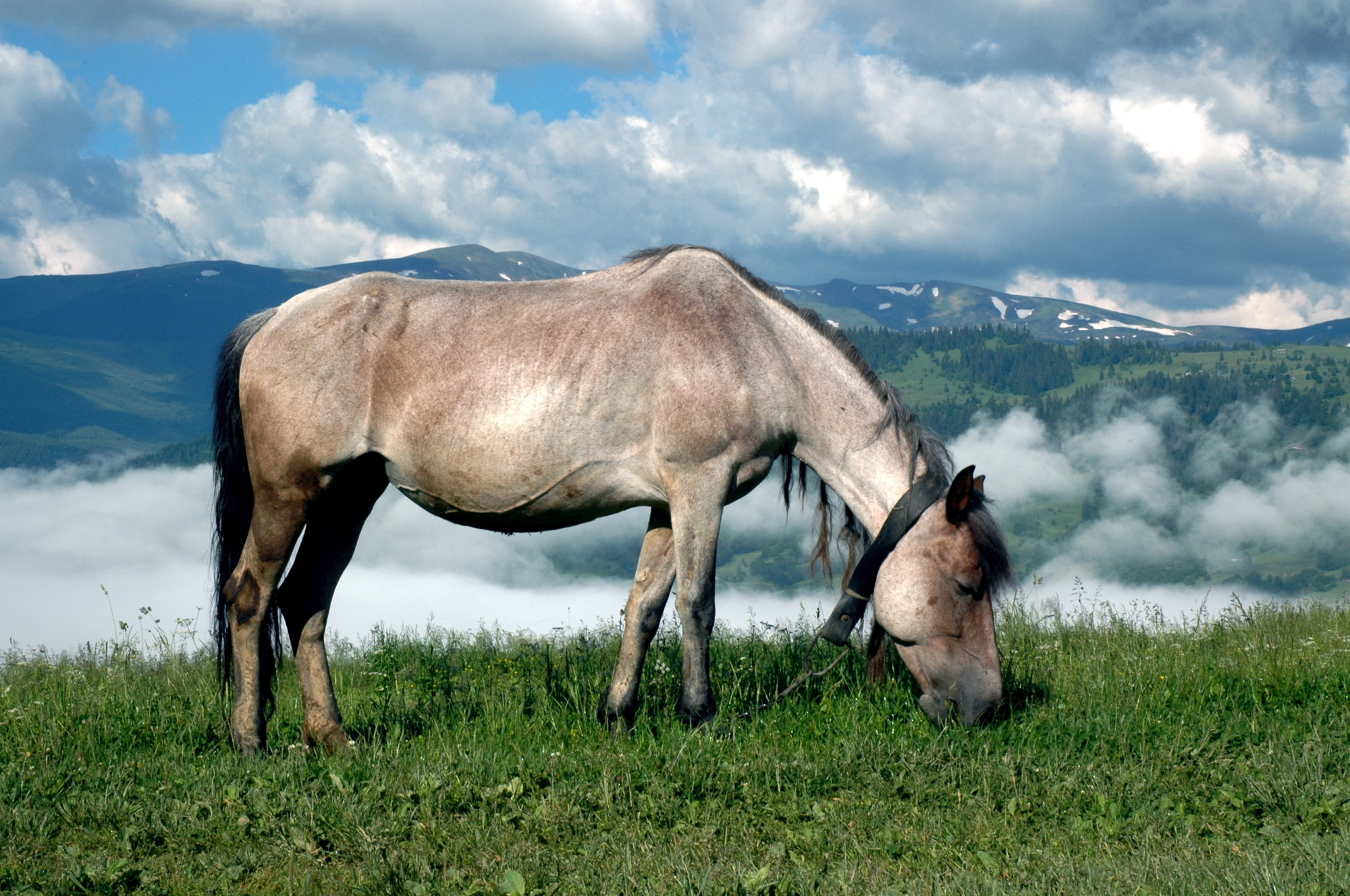
Гуцульський кінь гнідо-чалої масті
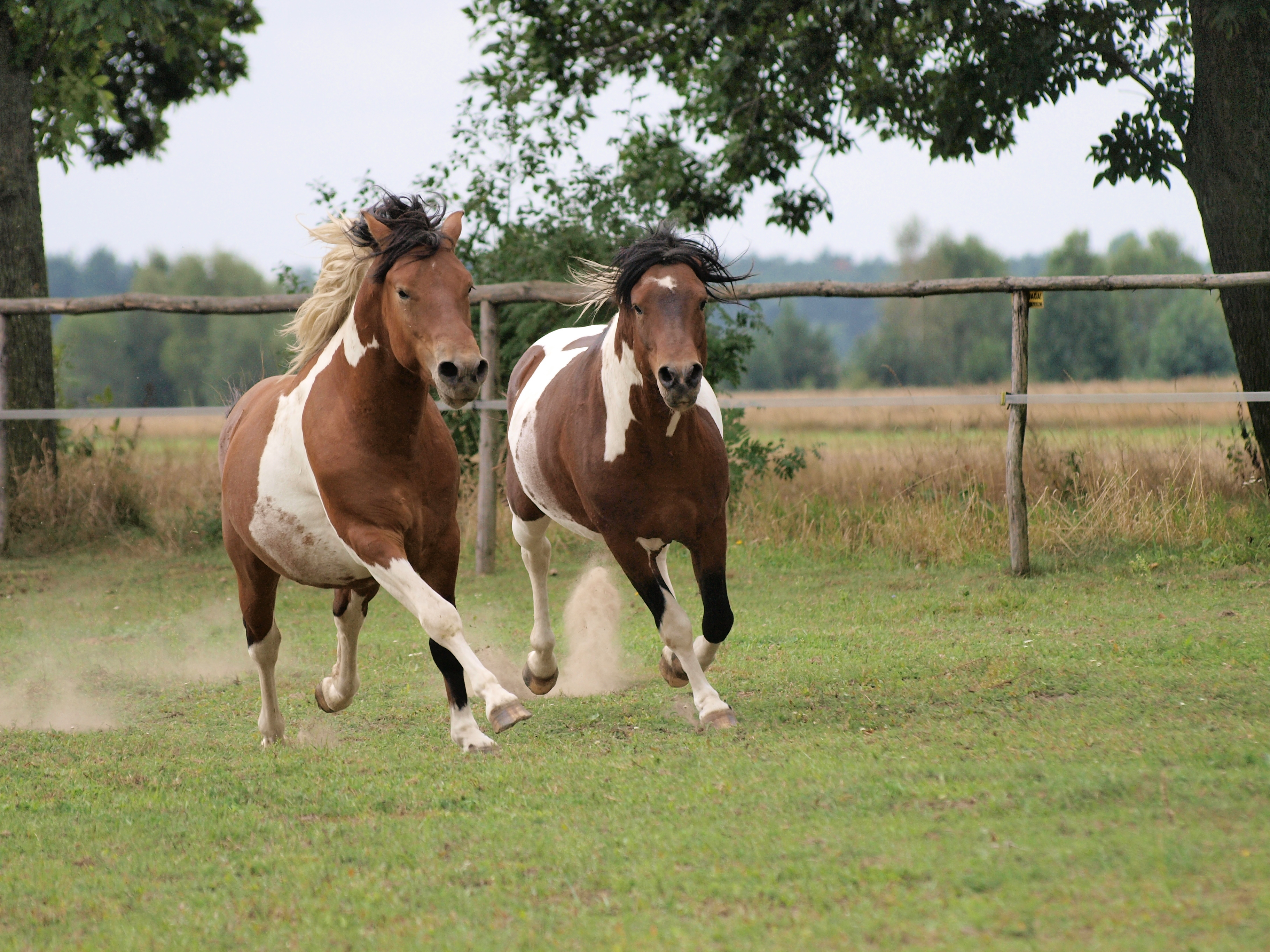
Гуцульські коні гнідо-рябої масті
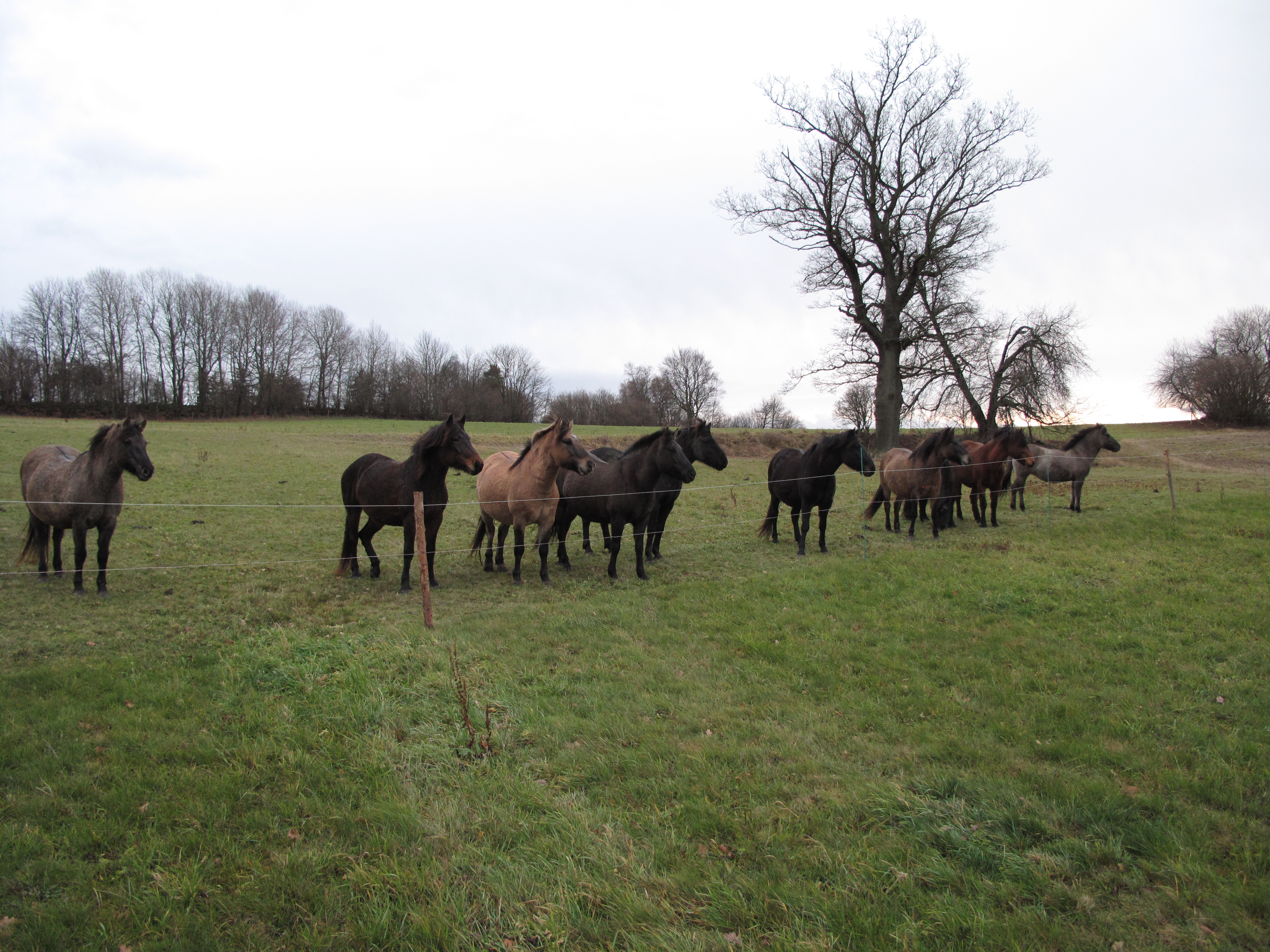
Гуцульські коні на пасовищі
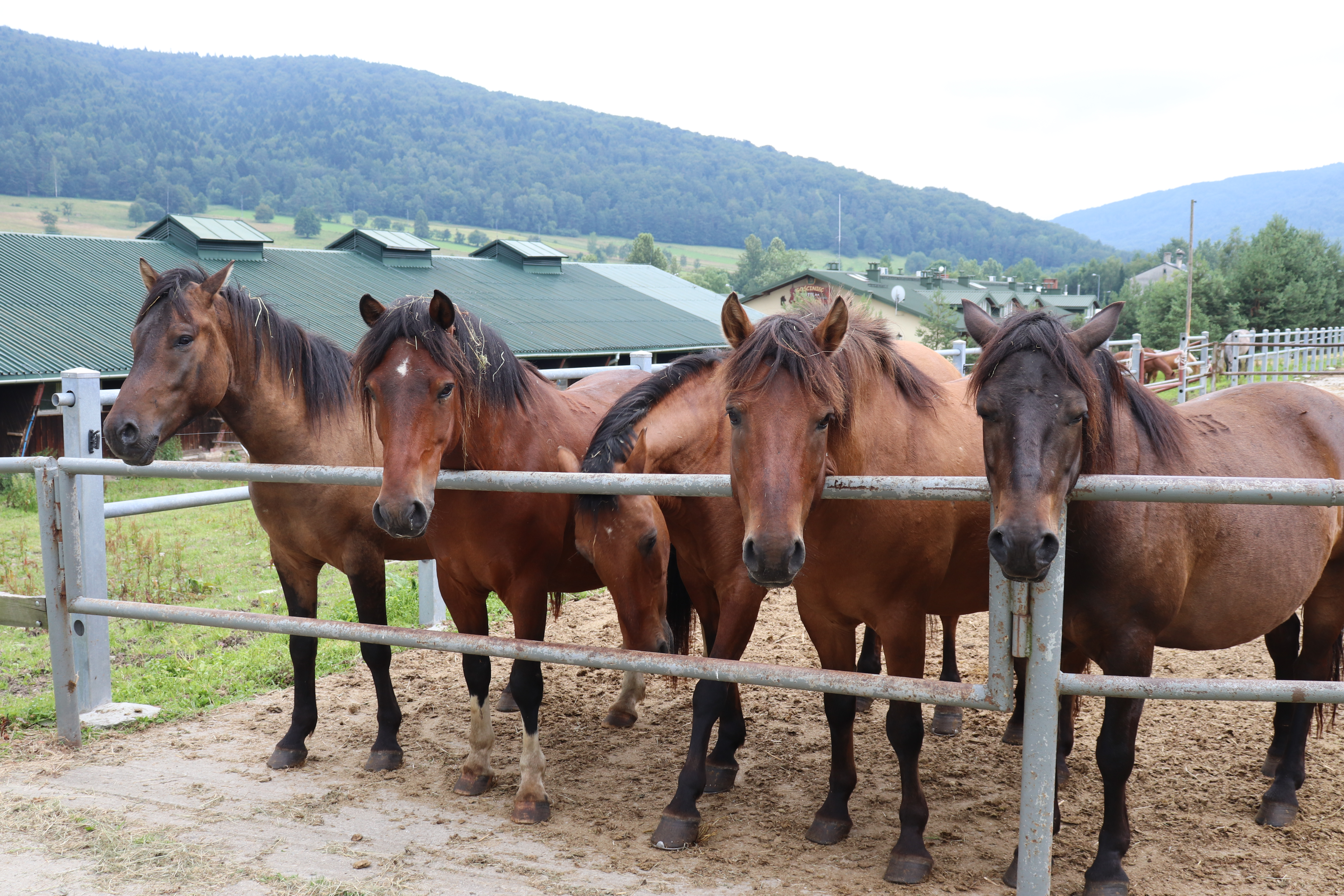
Гуцульські коні в леваді
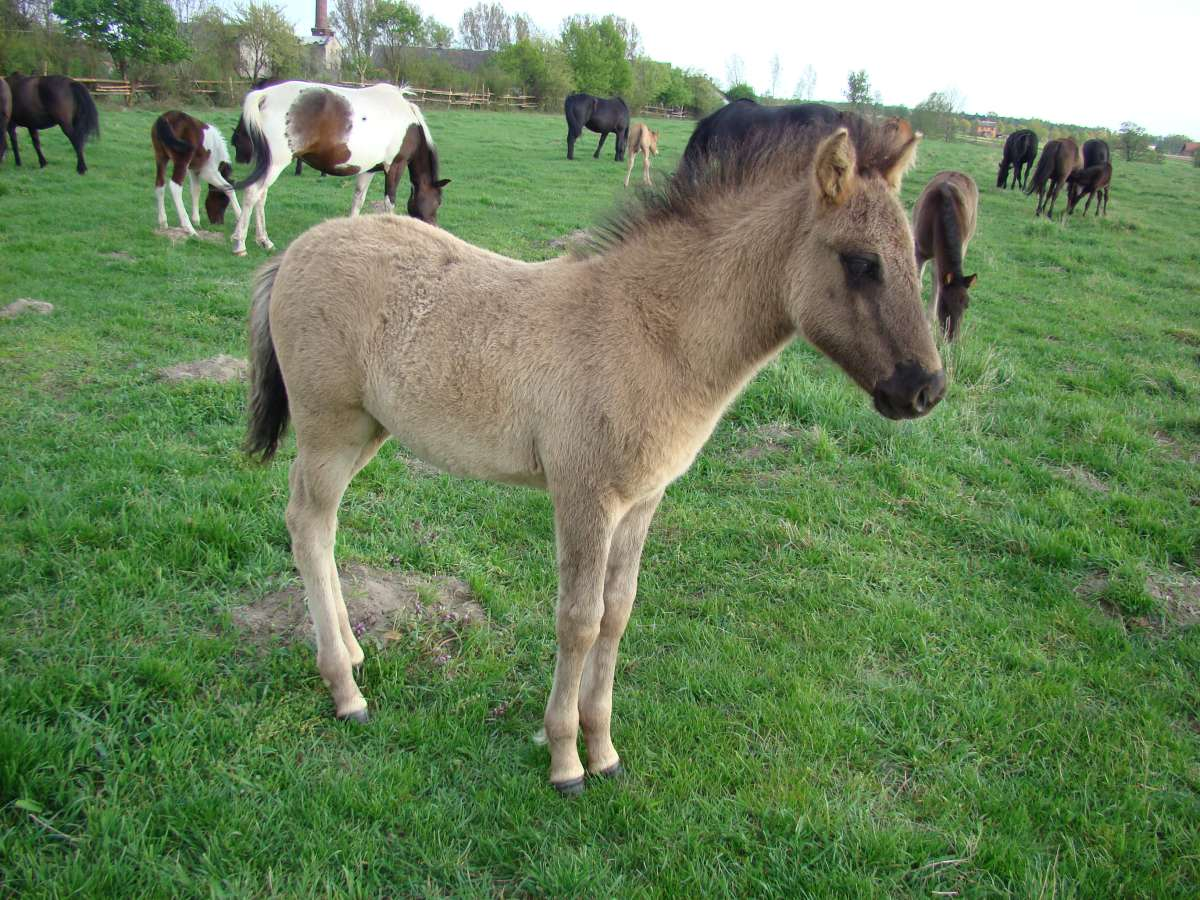
Лоша гуцулика

Сьогодні у країнах Східної Європи гуцульську породу використовують для кінного спорту, гірського кінного туризму [Архівовано 10 січня 2018 у Wayback Machine.], сільського та масового туризму, гіпотерапії.

## Історія

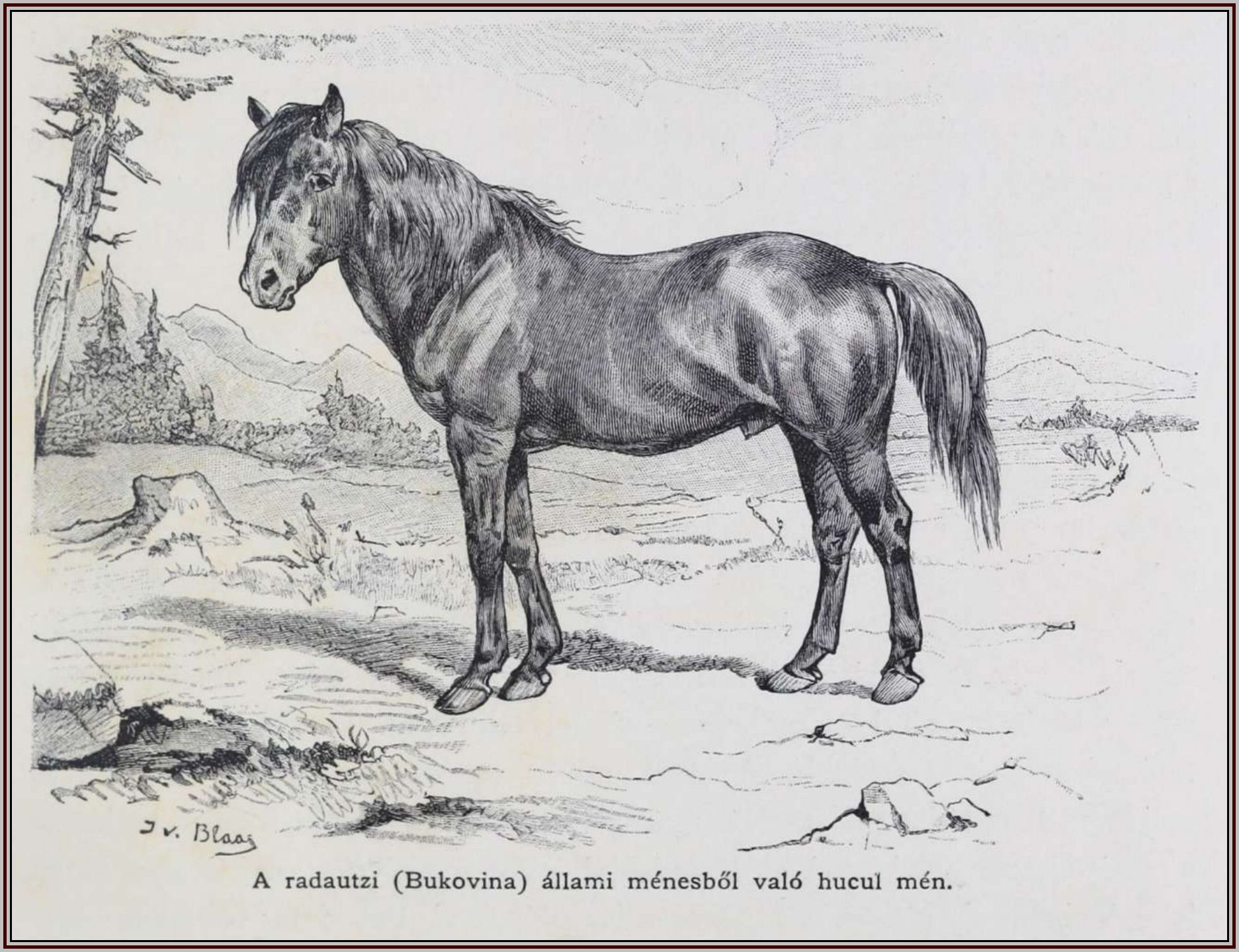
Буковинський жеребець, 1899

Перша письмова згадка про гуцульського коня датується початком XVII століття (1603 рік). У творі Дорогостайського «Гіппіка» («Конярство») про нього пишуть: «спокійний, але б'є боляче».
Багато вчених вважають, що гуцульський кінь є прямим нащадком тарпана — лісового і степового дикого коня мишастої масті, який довго ще мешкав у степових природніх зонах України, а зараз повністю втрачений. Такі коні, виведені у невибагливих і суворих умовах Буковинських Карпат, спочатку мали всі характерні риси своїх предків, диких коней. Їх сотнями розводили в горах у дуже суворих природних умовах. Ізольована від інших, порода розвинулася на стійких і сильних коней.
Але тим, хто найпомітніше вплинув на формування різних типів всередині породи, вважається арабський кінь, який потрапив в Карпати під час турецьких воєн. Кров арабських скакунів обумовила зовнішній вигляд «гуцуликів», для якого характерна загальна сухість конструкції, міцність кінцівок, благородність голови, висока постановка хвоста.

## Типи коней
Тадеуш Стажевський, польський лікар-публіцист, виділив два типи у породі гуцульських коней:
- Первинний тип — із худою головою, досить короткою лицевою частиною у порівнянні із мозковою частиною, із короткою шиєю, подібною до оленячої, непоказним загривком, досить довгим хребтом, що сполучається з високим задом із лопаткою, яка стоїть більш перпендикулярно.
- Арабський тип — більший розмір тулуба і шляхетністю голови, довшою шиєю, яка гарно вигнута, досить висунутим загривком, більш косим положенням лопатки, а також поєднанням хребта з крижовою частиною подібно як в білгорайського коня.

Ернст Геккель, німецький природодослідник і філософ XIX ст., виділив три типи коней гуцульської породи:
- тип Тарпан-Гуцул із досить великою головою, нерідко ширококістною, але благородною і характерною. Лоб дуже широкий і легко увігнутий, із горбоносою лінією профілю. Коні мають коротку товсту, широку, м'язисту шию. Від неї до основи хвоста тягнеться темна смуга шириною 2-4 см. Вони мають широкий хребет, часто ребристий, грудна клітка широка і дуже глибока. Ці коні коротконогі із малими, міцними і стійкими копитами.
- тип Бистрець-Гуцул більш прямокутний, менш ширококістний, худий і дуже міцний. Голова із подібним контуром довша але внаслідок її простого профілю справляє враження вужчої. Коні відзначаються мускулистою шиєю, в основі важкою, поєднання голови і шиї більш шляхетне ніж в попереднього типу, довший загривок, пологий зад, інколи короткий і прямокутний. Глибина клітки менша, вужчі ребра. Характерними для цього типу коней є міцні сухожилля, правильне положення передніх ніг, високо посаджений, широкий і короткий стрибковий суглоб.
- тип Пржевальський-Гуцул – це нащадок монгольського коня. Походить з періоду мандрів монголів і татар Буковиною. Має неблагородну голову, без виразу, важку із формою клину, малі очі в круглих очницях, більші вуха. Цей тип відзначається короткою, товстою шиєю, короткий загривок, м'язистий, довгий, м'який, часто дуже низький, хребет. Крижова кістка зміщена до заду, зад короткий, круглий, спадаючий і дуже широкий. Коні цього типу дуже кремезні, мають широкі, округлі, мілкі і дуже м'які копита.

## Порода в книгах та фольклорі
Влітку 1890 року юна англійка, Мені Мюріел Дові, сама, без супутників, перетнула верхи на гуцульському коні всю Гуцульщину та Покуття. Враження від цієї подорожі мандрівниця описала у книзі «Дівчина в Карпатах» (A Girl in the Karpathians [Архівовано 5 січня 2022 у Wayback Machine.]), яка лише 1891 року отримала в Британії 4 перевидання.

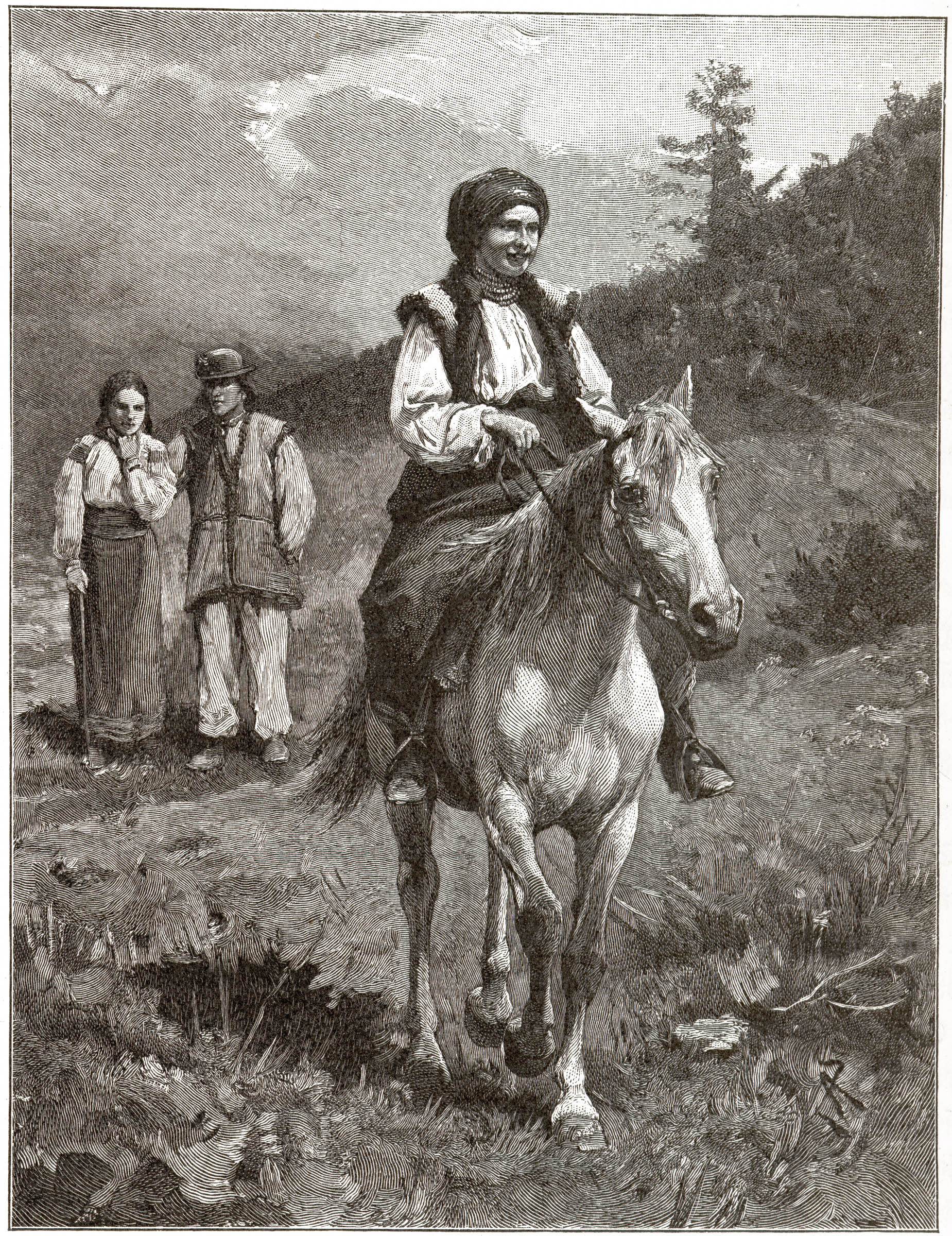
Гуцулка на коні, видання «Bukowina in Wort und Bild», Відень, 1898 рік

Про коней гуцулів можна неодноразово почути в фольклорі, а збережені записи дають можливість виокремити образ гуцульського коня серед інших.
|                                                                             | Кінь, лиш він один, здатний крутими вузенькими плаями знести з далеких полонин берівки бриндзи і масла, просто іздця. На коні їздить у Гуцульщині кожний, бо дороги каменисті, гори стрімкі, просторони далекі. Сидячи на коні, пряде гуцулка, мама плекає дитину. Як лиш дитина вродиться, кладуть її символічно на коня, до слюбу конче їдуть на конях кнєзь і кнєгиня (молодий і молода)... Та хіба лише у цих випадках? У великій пригоді стає гуцульський кінь маловидющому або сплячому чоловікові: такого він занесе певно та безпечно додому. Пригадую, як тато садив мене на нашу могутню кобилу і вона заносила мене, маленьку, у стайню, де я скочувалася у ясла на запашне сіно і чула материнське дихання над головою моєю вірної гнідої опікунки... Не раз врятував гуцульський кінь їздця від звірака. Недарма казали у давнину: наколи би не гуцульський кінь, то гори би стали пусткою. |
| — Влад Марія Миколаївна, «Стрітеннє: Книжка гуцульських звичаїв і вірувань» | |

|                                   | Наш гуцул, що був пострахом сусідів, що в нього кінь і стрільба були невідступними товаришами, що ще й нині вітає трембітою схід сонця і прощає нею друга в домовині, він і Гуцульщина стануть скоро лише мітом… |
| — Володимир Шухевич, «Гуцульщина» | |

## Гуцульський кінь в Україні

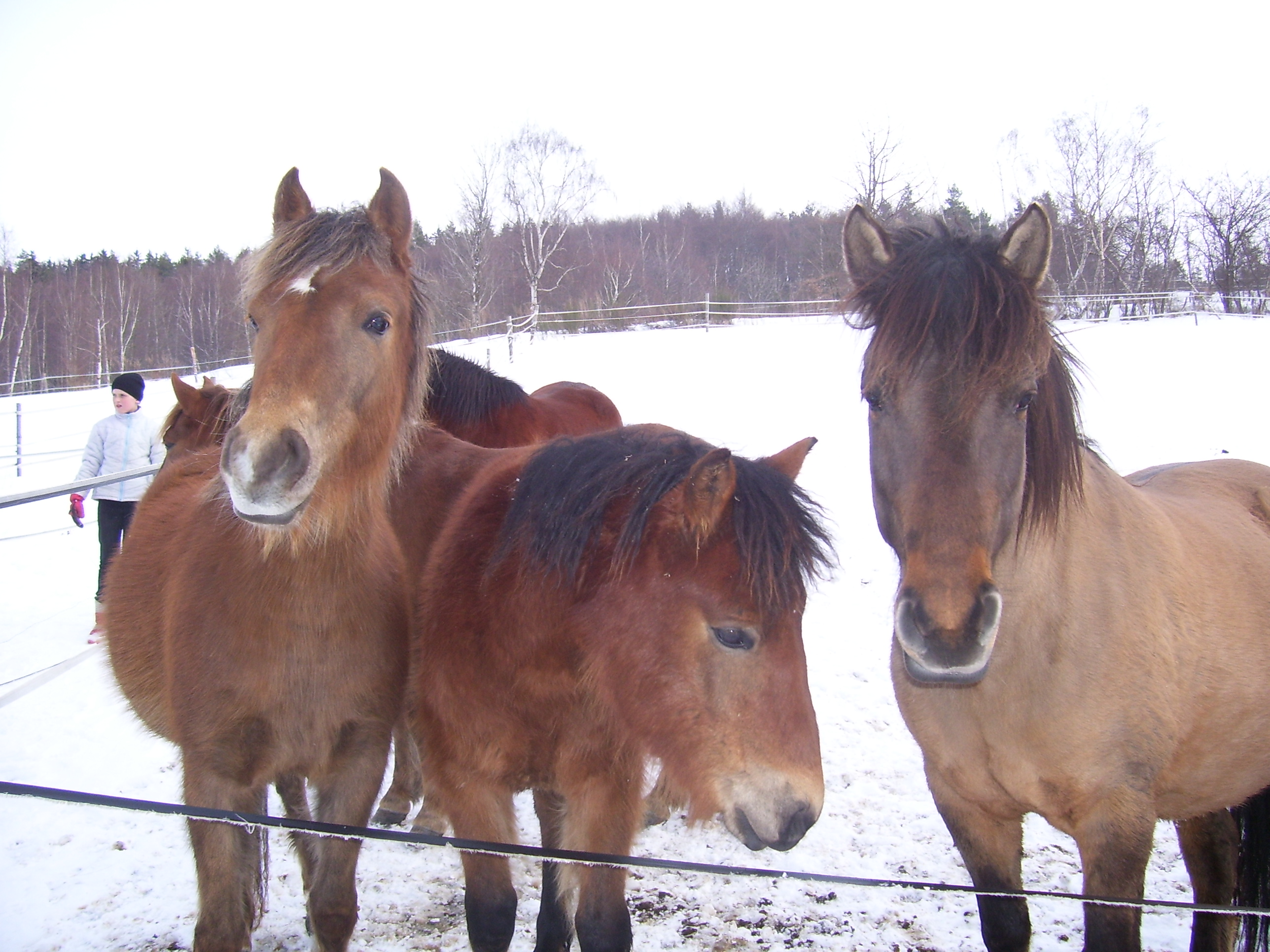

Розведення гуцульських коней базується на семи провідних лініях: Гроби (Hroby), Ґорал (Goral), Ґурґул (Gurgul), Оусор (Oušor), Прислоп (Prislop), Петрос (Pietrosu) та Полан.
Для поширення гуцульської породи було створено «парувальний пункт» коней у Буштині, який поширює свою діяльність на Тячівський та Хустський райони Закарпатської області.
Селекцією коней гуцульської породи займається фермерське господарство «Полонинське господарство». Основна мета селекції гуцульського коня в цьому господарстві поставлена на робочу продуктивність і пристосування до важких умов навколишнього середовища. Фахівці «Полонинського господарства» пішли шляхом відновлення і закріплення ключових якостей гуцульської породи в притаманних її виникненню і формуванню жорстких природних умовах. Власне цим це українське конегосподарство, яке було зареєстровано у 2001 році і отримало статус племрепродуктора з розведення коней гуцульської породи у 2004 році відрізняється від інших. Ферма в Прелуках є унікальною, оскільки коні мають можливість жити і розвиватися в умовах, в яких дана порода формувалася протягом тисячоліть. Вона знаходиться на висоті 1000 метрів над рівнем моря, між полонинами Рівна і Гостра. І весь цей час планомірної племінної роботи в підсумку дали можливість наблизитися до того стандарту породи, який існував сторіччями до того. На основі багаторічного досвіду господарства створена Школа гірського кінного туризму Олександра Ігнатенка.   
На Вінниччині гуцульських коней розводить ентузіаст руху відновлення цієї породи Геннадій Романенко.

### Державна політика
Міністерством аграрної політики України випущено наказ від 12 травня 2010 N 236 «Про затвердження Інструкції з бонітування коней гуцульської породи та внесення змін до деяких наказів Мінагрополітики» Цей наказ виданий відповідно до Закону України «Про племінну справу у тваринництві» для оцінки коней гуцульської породи за племінними і продуктивними якостями та для організації племінного обліку в галузі конярства.
Конярство України в основному складається з новоолександрівської ваговозної породи, української верхової та гуцульської, які всі разом є національним надбанням та «золотим фондом» українського конерозведення.